# なんとかしてヨ!
『なんとかしてヨ!』は、1992年4月4日から同年9月26日までテレビ東京系列局で放送されたテレビ東京製作のバラエティ番組。放送時間は毎週土曜 13時00分 - 14時00分 (JST) 。

## 出演者

### 司会
- 立川志の輔
- 長野智子

## 概要
司会は立川志の輔と長野智子が担当した。ゲストとのトークを交えながら雑学をベースとした。
| テレビ東京 土曜13:00枠 | テレビ東京 土曜13:00枠 | テレビ東京 土曜13:00枠 |
| 前番組                 | 番組名                 | 次番組                 |
| ---------------------- | ---------------------- | ---------------------- |
| -                      | なんとかしてヨ!        | -                      |

| スタブアイコン | サブスタブ | この項目は、まだ閲覧者の調べものの参照としては役立たない、テレビ番組に関連した書きかけの項目です。この項目を加筆・訂正などしてくださる協力者を求めています（P:テレビ/PJ:放送または配信の番組）。 |